# Thargelia fissilis
Thargelia fissilis är en fjärilsart som beskrevs av Hugo Theodor Christoph 1884. Thargelia fissilis ingår i släktet Thargelia och familjen nattflyn. Inga underarter finns listade i Catalogue of Life.